# Morris William Travers
Morris William Travers (Londres, 24 de janeiro de 1872 — Gloucestershire, 25 de agosto de 1961) foi um químico inglês que trabalhou com Sir William Ramsay na descoberta de xenônio, neon e criptônio. Ele foi o diretor fundador do Indian Institute of Science.

## Início da vida
Travers nasceu em Kensington, Londres, filho de William Travers MD, FRCS (1838-1906), um pioneiro das técnicas cirúrgicas assépticas. Sua mãe era Anne Pocock. Travers foi para a escola em Ramsgate, Woking e Blundell's School.

## Carreira
Ele então foi para o University College, onde começou a trabalhar com Sir William Ramsay. Travers ajudou Ramsay a determinar as propriedades dos gases recém-descobertos argônio e hélio. Eles também aqueceram minerais e meteoritos em busca de mais gases, mas não encontraram nenhum. Então, em 1898, eles obtiveram uma grande quantidade de ar líquido e o submeteram à destilação fracionada. A análise espectral da fração menos volátil revelou a presença de criptônio. Eles examinaram a fração de argônio para um constituinte de ponto de ebulição mais baixo e descobriram o neônio. Finalmente, o xenônio, ocorrendo como um companheiro ainda menos volátil do criptônio, foi identificado espectroscopicamente. Ele conhecia toda a história da pesquisa e escreveu a biografia de Sir William Ramsay em 1956 "A life of Sir William Ramsay, KCB, FRS".
Em 1904 tornou-se professor na University College. Em maio de 1904 foi selecionado Fellow of the Royal Society.
Em 1901-1902 Ramsay foi convidado a aconselhar o governo indiano sobre a fundação de um instituto de ciências e o instituto foi estabelecido em Bangalore com a ajuda do governo de Mysore e JN Tata. Ramsay sugeriu Travers como um possível diretor para este instituto e em 1906, Travers foi nomeado diretor do novo Indian Institute of Science. O objetivo era construir o instituto nos moldes do Imperial College of Science and Technology, mas Travers teve conflitos com a família Tata, especialmente na interpretação das cláusulas do testamento de J.N. Tata. O instituto foi iniciado em junho de 1911 com quatro departamentos: Química Geral, Orgânica e Aplicada e Engenharia Elétrica.
Ele retornou à Grã-Bretanha no início da Primeira Guerra Mundial e dirigiu a fabricação de vidro na Duroglass Limited. Em 1920 ele fundou uma empresa com F.W. Clark chamada Travers and Clark Ltd. que estava envolvida com fornos de alta temperatura e tecnologia de combustível, incluindo a gaseificação de carvão. Em 1927 ele voltou para Bristol como Professor Honorário de Química Aplicada.
Travers continuou suas pesquisas em criogenia e fez as primeiras medições precisas de temperatura de gases líquidos. Ele também ajudou a construir várias plantas experimentais de ar líquido na Europa. Ele morreu em Stroud, Gloucestershire.

## Publicações
A seguir, uma lista parcial de publicações:
- 1893. The preparation of acetylene from calcium carbide. Proc. Chem. Soc. p. 15.
- 1894. Metallic derivatives of acetylene. I. Mercuric acetylide. Trans. Chem. Soc. p. 264.
- 1895. (With W. Ramsay and J. Norman Collie) Helium, a constituent of certain minerals. Trans. Chem. Soc. p. 684.
- 1896–1897. Some experiments on helium. Proc. Roy. Soc. 60,449.
- 1898. The origin of the gases evolved on heating mineral substances, meteorites, etc. Proc. Roy. Soc. 64, 130.
- 1898. (com W. Ramsay) n a new constituent of atmospheric air [Krypton]. Proc. Roy. Soc. 63,405.
- 1901. The liquefaction of hydrogen. Phil. Mag. (6), 1,41 1.
- 1915. (com N. M. Gupta and R. C. Ray.) Some compounds of boron, hydrogen and oxygen. Londres: H. K. Lewis & Co. Ltd.
- 1918. On the firing of glass pots. Trans. Soc. Glass Tech. 2, 170.
- 1928. The complete gasification of coal for towns' gas. Trans. Soc. Chem. Ind. p. 203.
- 1934. On a new view of the covalent bond, and the formation of free radicals. Trans. Faraday Soc. 30, 100.
- 1956. The life of Sir William Ramsay. Londres: Arnold.